# Xavier Dorfman
Xavier Dorfman, född den 12 maj 1973 i Saint-Martin-d'Hères i Frankrike, är en fransk roddare.
Han tog OS-guld i lättvikts-fyra utan styrman i samband med de olympiska roddtävlingarna 2000 i Sydney.